# Nižná Hutka
Nižná Hutka  (v minulosti Nižné Hutky, maďarsky Alsóhutka)  je obec na Slovensku, v okrese Košice-okolí.
Obec leží ve východní části Košické kotliny, na jižním okraji podcelku Toryská pahorkatina, asi 10 km jihovýchodně od Košic. Rozkládá se na říční terase na levém břehu řeky Torysy, od jejích břehů, až po výběžky Slanských vrchů.

## Historie
Nižná Hutka je poprvé písemně zmíněna v roce 1293 jako Hwthka, další historická jména zahrnují Hutka (1327), Hudka (1335), Also Hugka (1612), Also Hutka (1630) a Nizne Hutky (1773). Obec při staré cestě k hradu Slanec vlastnil benediktinský klášter Krásna, od roku 1605 město Košice a později Košický seminář. V roce 1563 bylo v obci 12 port, v roce 1828 zde bylo 44 domů a 321 obyvatel, kteří byli zaměstnáni jako uhlíři, sedláci a tkalci. Od roku 1880 do roku 1910 došlo k několika vlnám emigrace.
Do roku 1918 byla obec součástí Uherska. V letech 1938 až 1944 byla kvůli první vídeňské arbitráži součástí Maďarska.
V letech 1986 až 1990 byla Nižná Hutka spojená s Vyšnou Hutkou do obce Hutky.

## Církevní stavby
- Reformovaný (kalvínský) kostel z roku 1928
- Římskokatolický kostel z 80. let 20. století

## Panorama

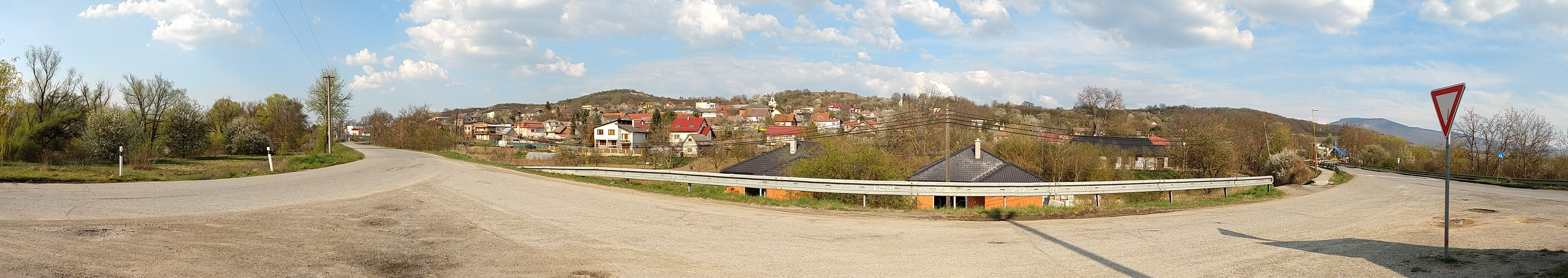
Pohled na obec